# Estret de Roes Welcome
L'estret de Roes Welcome (en anglès Roes Welcome Sound) és un estret de l'Àrtida canadenca, a la regió de Kivalliq, Nunavut. Es troba a part septentrional de la badia de Hudson, entre el continent i l'illa Southampton.
L'estret envolta l'illa Southampton per la seva costa occidental i és un pas entre la badia de Hudson, al sud, i la conca Foxe, al nord. En su part més septentrional hi ha la badia Repulse. L'estret fa uns 290 km de llarg i 24 d'ample.
La badia Wager es troba en la part superior de l'estret, en la costa continental.

## Història
El primer occidental del que es tingui constànci que navegà per davant de les seves aigües, tot i que sense endinsar-se en elles, fou l'anglès Thomas Button, el 1613, en el viatge de tornada d'una expedició formada pels vaixells HMS Resolution i HMS Discovery, que havia partit d'Anglaterra l'any anterior en la recerca de Henry Hudson, abandonat a la badia que ara l'honora el 1611 per la seva pròpia tripulació.
El primer a navegar per les seves aigües fou el també anglès Luke Fox, que el 1631 explorà la costa occidental de la badia de Hudson i el batejà en reconeixement de sir Thomas Roe, amic i patrocinador d'aquella expedició.

## Natura
L'estret de Roes Welcome és lloc de pas de la migració de les balenes de Groenlàndia, ruta que s'examina a la publicació de Gillies W. Ross de 1974 Distribution, Migration, and Depletion of Bowhead Whales in Hudson Bay, 1860 to 1915.